# Culicoides gymnopterus
Culicoides gymnopterus är en tvåvingeart som beskrevs av Edwards 1926. Culicoides gymnopterus ingår i släktet Culicoides och familjen svidknott. Inga underarter finns listade i Catalogue of Life.